# Vale de Figueira (Santarém)
Vale de Figueira é uma povoação portuguesa do Município de Santarém que foi sede da extinta Freguesia de Vale de Figueira, freguesia que tinha 21,43 km² de área e 1 082 habitantes (2011), e, por isso, uma densidade populacional de 50,5 hab/km².
A Freguesia de Vale de Figueira foi extinta e agregada à Freguesia de São Vicente do Paul, criando-se a União das freguesias de São Vicente do Paul e Vale de Figueira.
Esta aldeia, apenas a 14 km de Santarém, encontra-se situada num vale, paralelo ao planalto da Boa Vista, sendo famosa por ser a foz do rio Alviela, afluente do Tejo. É uma terra de campinos, cavalos e toiros, com uma beleza natural que tornam Vale de Figueira uma aldeia única no Ribatejo, rica na produção de vinhas e cereais.

## Toponímia
As opiniões divergem, mas muitos acreditam que a origem do nome "Vale de Figueira" vem do facto de esta terra ter sido, em tempos, coberta por figueiras. A sua fundação é já dos tempos do Império Romano, tendo sido algumas vezes um lugar de eleição pela realeza e, mais tarde, presidência portuguesas, para visitar, descansar e pernoitar, como foi o caso do presidente da República Américo Thomaz.
Para além disso, Vale de Figueira possuía um convento de Frades Franciscanos Arrábidos (Ordem dos Frades Menores), denominado de "Convento de Nossa Senhora de Jesus da Ordem de S. Francisco", do qual ainda restam, somente, algumas ruínas, incluindo a janela da qual se diz que os frades davam comida aos pobres.
A lezíria de Vale de Figueira é banhada pelos rios Tejo e Alviela e é conhecida pela sua beleza. Com efeito, desde 2008, um projecto conhecido como Rota dos Avieiros foi iniciado para ajudar a desenvolver aldeias avieiras como esta, promovendo o seu turismo. Neste sentido, uma série de caminhos pedestres foi (re)criada, ao longo dos rios e por entre o mato do Quelhas, tornando possível explorar o melhor que esta terra tem para oferecer da sua beleza natural e selvagem. Para a aldeia em concreto, estão a ser estudadas visitas guiadas que cubram os pontos de interesse da freguesia, bem como desportos aquáticos e outros radicais, entre outras actividades culturais e de lazer. Porém, tudo depende dos fundos provenientes do Governo para o efeito.
Também famosas são as muitas quintas de Vale de Figueira, cada uma com conteúdos preciosos, desde carruagens antiquíssimas usadas pelas famílias ricas destas quintas, passando por capelas decoradas a ouro e outros materiais valiosos e ornamentais de séculos passados. Exemplos disto são a Quinta do Castilho, a Quinta de Nossa Senhora da Conceição e a Quinta da Boa Vista. Algumas das quintas são, também, muito famosas pelas suas ganadarias. Outra quinta que vale a pena ser visitada, pelo seu bosque e villa com piscina e jardim, é a Quinta da Sobreira.
No princípio do século XX, Vale de Figueira era rica na produção de azeite, tendo seis lagares de azeite a trabalhar, em conjunto. É por isso que as folhas de oliveira estão representadas no brasão da freguesia, juntamente com a folha da figueira e o chapéu do campino, símbolos já referenciados, todos acima das linhas azuis e prateadas que simbolizam, por sua vez, os rios Alviela e Tejo.

## População
| População da freguesia de Vale de Figueira | População da freguesia de Vale de Figueira | População da freguesia de Vale de Figueira | População da freguesia de Vale de Figueira | População da freguesia de Vale de Figueira | População da freguesia de Vale de Figueira | População da freguesia de Vale de Figueira | População da freguesia de Vale de Figueira | População da freguesia de Vale de Figueira | População da freguesia de Vale de Figueira | População da freguesia de Vale de Figueira | População da freguesia de Vale de Figueira | População da freguesia de Vale de Figueira | População da freguesia de Vale de Figueira | População da freguesia de Vale de Figueira |
| ------------------------------------------ | ------------------------------------------ | ------------------------------------------ | ------------------------------------------ | ------------------------------------------ | ------------------------------------------ | ------------------------------------------ | ------------------------------------------ | ------------------------------------------ | ------------------------------------------ | ------------------------------------------ | ------------------------------------------ | ------------------------------------------ | ------------------------------------------ | ------------------------------------------ |
| 1864                                       | 1878                                       | 1890                                       | 1900                                       | 1911                                       | 1920                                       | 1930                                       | 1940                                       | 1950                                       | 1960                                       | 1970                                       | 1981                                       | 1991                                       | 2001                                       | 2011                                       |
| 593                                        | 652                                        | 717                                        | 802                                        | 1 061                                      | 1 153                                      | 1 369                                      | 1 512                                      | 1 582                                      | 1 618                                      | 1 344                                      | 1 493                                      | 1 361                                      | 1 294                                      | 1 082                                      |

| Distribuição da População por Grupos Etários | Distribuição da População por Grupos Etários | Distribuição da População por Grupos Etários | Distribuição da População por Grupos Etários | Distribuição da População por Grupos Etários | Distribuição da População por Grupos Etários | Distribuição da População por Grupos Etários | Distribuição da População por Grupos Etários | Distribuição da População por Grupos Etários | Distribuição da População por Grupos Etários |
| -------------------------------------------- | -------------------------------------------- | -------------------------------------------- | -------------------------------------------- | -------------------------------------------- | -------------------------------------------- | -------------------------------------------- | -------------------------------------------- | -------------------------------------------- | -------------------------------------------- |
| Ano                                          | 0-14 Anos                                    | 15-24 Anos                                   | 25-64 Anos                                   | > 65 Anos                                    |                                              | 0-14 Anos                                    | 15-24 Anos                                   | 25-64 Anos                                   | > 65 Anos                                    |
| 2001                                         | 159                                          | 145                                          | 682                                          | 308                                          |                                              | 12,3%                                        | 11,2%                                        | 52,7%                                        | 23,8%                                        |
| 2011                                         | 135                                          | 97                                           | 563                                          | 287                                          |                                              | 12,5%                                        | 9,0%                                         | 52,0%                                        | 26,5%                                        |

Média do País no censo de 2001:  0/14 Anos-16,0%; 15/24 Anos-14,3%; 25/64 Anos-53,4%; 65 e mais Anos-16,4%
Média do País no censo de 2011:   0/14 Anos-14,9%; 15/24 Anos-10,9%; 25/64 Anos-55,2%; 65 e mais Anos-19,0%

## Património
- [2]Estação arqueológica de Chões de Alpompé

## Festas Populares
- Feira do Arroz doce
- Festas em honra do padroeiro São Domingos
- Festas populares
- Mostra de aves anual (Amiaves)
- Feira do Touro Trapaceiro